# Mistresses - Amanti
Mistresses - Amanti (Mistresses) è una serie televisiva statunitense creata da K.J. Steinberg per la ABC, la cui prima stagione è stata trasmessa in prima visione assoluta sul canale polacco Fox Life dal 5 marzo al 28 maggio 2013. Negli Stati Uniti, la prima stagione della serie viene invece trasmessa sulla ABC dal successivo 3 giugno.
In Italia, la prima stagione della serie è andata in onda dal 10 settembre al 26 novembre 2013 in prima visione su Fox Life, canale satellitare a pagamento della piattaforma Sky, la seconda e la terza stagione sono state trasmesse in chiaro da Rai 4 a partire dal 4 luglio 2017, mentre la quarta e ultima stagione è stata trasmessa su Fox Life dal 25 gennaio al 9 febbraio 2018.
La serie si basa sull'omonima serie britannica creata da S.J. Clarkson.

## Trama
La serie segue le vicende di quattro amiche e dei loro coinvolgimenti in una serie di relazioni illecite e complesse.

## Episodi
| Stagione         | Episodi | Prima TV USA | Prima TV Italia |
| ---------------- | ------- | ------------ | --------------- |
| Prima stagione   | 13      | 2013         | 2013            |
| Seconda stagione | 13      | 2014         | 2017            |
| Terza stagione   | 13      | 2015         | 2017            |
| Quarta stagione  | 13      | 2016         | 2018            |

## Personaggi e interpreti

### Personaggi principali
- Savannah "Savi" Davis (stagioni 1-2), interpretata da Alyssa Milano, doppiata da Stella Musy.

Savi è un brillante avvocato, sposata con Harry Davis,nel corso della prima stagione ha una relazione extraconiugale con Dominik Taylor “Dom”, nel finale di stagione si scoprirà grazie ai risultati di un test di paternità che è lui il padre del bambino di Savi.
- Dott.ssa Karen Kim (stagioni 1-4), interpretata da Yunjin Kim, doppiata da Francesca Guadagno.

Karen Kim è uno stimato psichiatra, nella prima stagione lavora nel suo studio fondato 5 anni prima con un suo vecchio compagno di college, lascerà lo studio nel tredicesimo episodio perché è stata sospesa dall’albo per aver prescritto una dose troppo grande di morfina a un suo paziente (che successivamente si suicidò).
- April Malloy (stagioni 1-4), interpretata da Rochelle Aytes, doppiata da Domitilla D'Amico.
- Josslyn "Joss" Carver (stagioni 1-4), interpretata da Jes Macallan, doppiata da Chiara Gioncardi.
- Harry Davis (stagioni 1-4), interpretato da Brett Tucker, doppiato da Alessio Cigliano.
- Dominic Taylor (stagioni 1-2, guest stagioni 3-4), interpretato da Jason George, doppiato da Stefano Benassi.
- Sam Grey (stagione 1), interpretato Erik Stocklin, doppiato da Daniele Giuliani.
- Marc Nickleby (stagioni 3-4), interpretato da Rob Mayes, doppiato da Emiliano Coltorti.
- Calista Raines nata Carla Rizzotti (stagione 3), interpretata da Jennifer Esposito.
- Kate Davis (stagione 4, guest stagione 2), interpretata da Tabrett Bethell, doppiata da Benedetta Degli Innocenti.

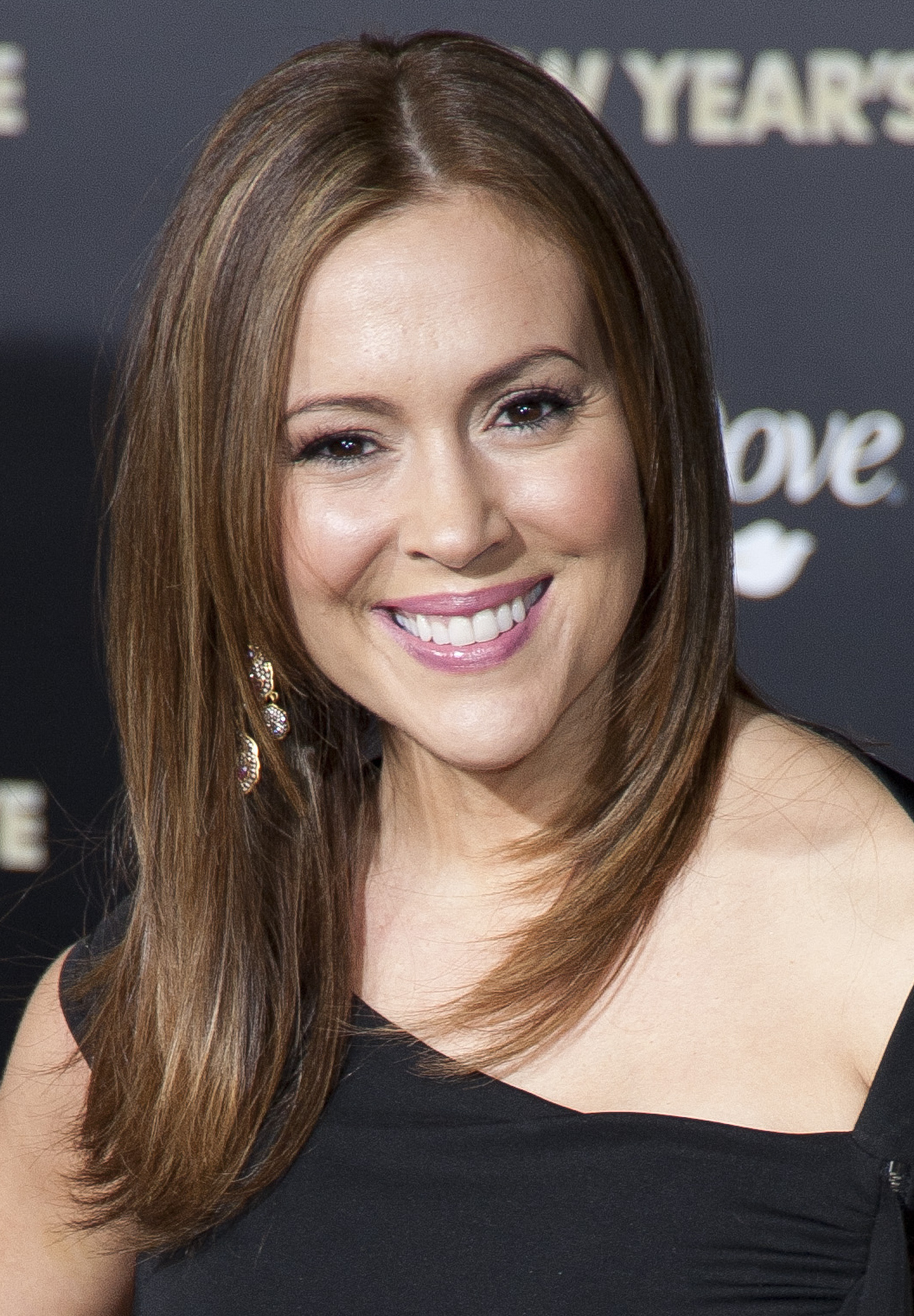
Alyssa Milano interpreta Savannah Davis.
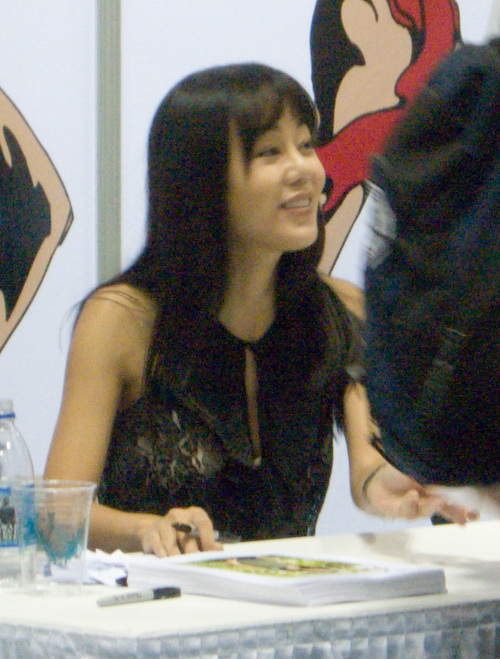
Yunjin Kim interpreta Karen Kim.
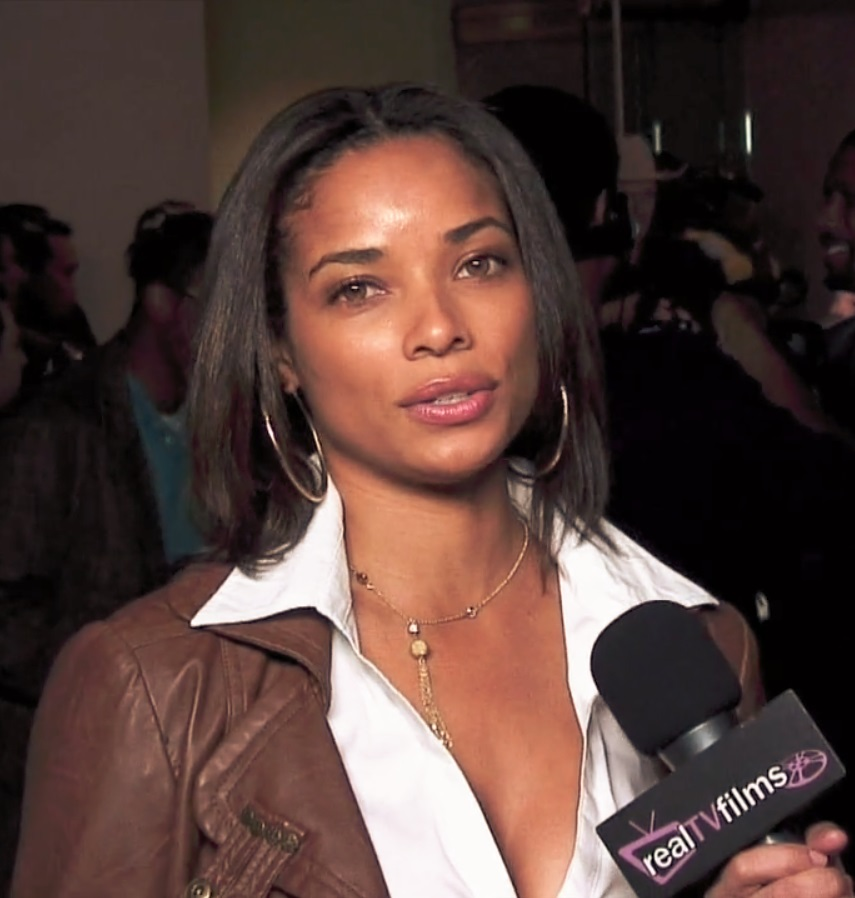
Rochelle Aytes interpreta April Malloy.
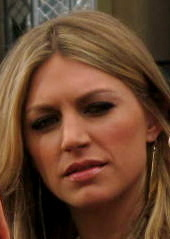
Jes Macallan interpreta Josslyn Carver.
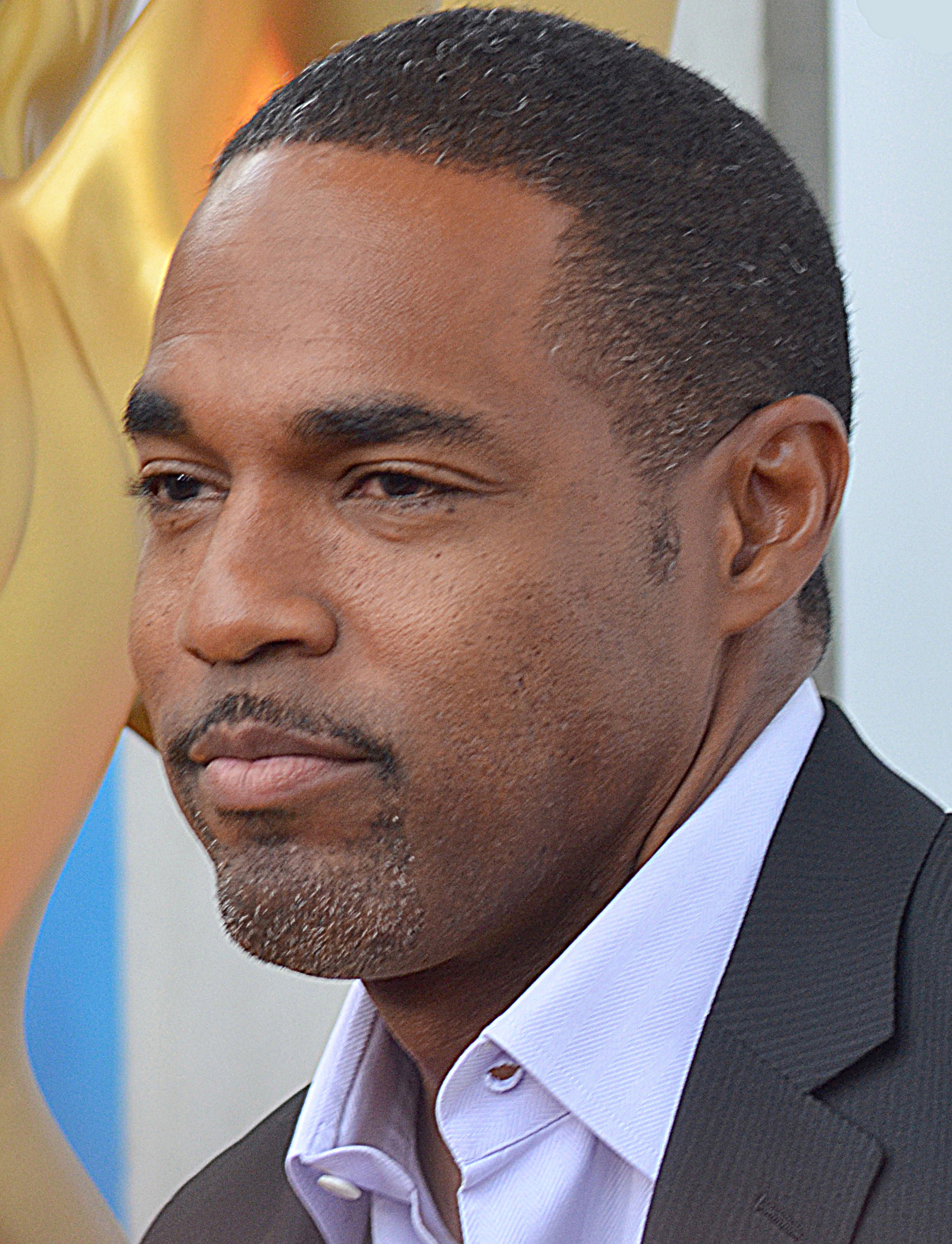
Jason George interpreta Dominic Taylor.
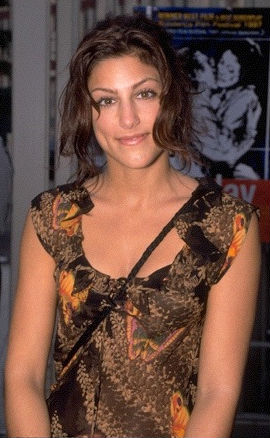
Jennifer Esposito interpreta Calista Raines/Carla Rizzotti.

### Personaggi ricorrenti
- Elizabeth Grey (stagioni 1-2), interpretata da Penelope Ann Miller, doppiata da Roberta Paladini.
- Alex (stagione 1), interpretata da Shannyn Sossamon, doppiata da Ilaria Latini.
- Miranda Nickleby (stagione 1), interpretata da Kate Beahan, doppiata da Chiara Colizzi.
- Richard Grieco (stagione 1), interpretato da Cameron Bender, doppiato da Francesco De Francesco.
- Jacob Pollock (stagioni 1-2), interpretato da Matthew Del Negro, doppiato da Riccardo Niseem Onorato.
- Anthony Newsome (stagione 1), interpretato da Gary Dourdan, doppiato da Fabrizio Pucci.
- Olivier Dubois (stagione 1), interpretato da Mike Dopud, doppiato da Frédéric Lachkar.
- Paul Malloy (stagioni 1-2), interpretato da Dondré T. Whitfield, doppiato da Fabio Boccanera.
- Daniel Zamora (stagioni 2-3), interpretato da Ricky Whittle, doppiato da Andrea Mete.
- Anna Choi (stagione 2), interpretata da Catherine Haena Kim, doppiata da Valentina Mari.
- Scott Trosman (stagioni 2-4), interpretato da Justin Hartley, doppiato da Marco Vivio.
- Toni Ruiz (stagioni 2-3), interpretata da Rebeka Montoya, doppiata da Ilaria Stagni.
- Zack Kilmer (stagioni 2-3), interpretato da Jason Gerhardt, doppiato da Christian Iansante.
- Ron Mitchell (stagione 2), interpretato da John Martin, doppiato da Michele Gammino.
- Ben Odell (stagione 2), interpretato da Brian Hallisay, doppiato da Francesco Pezzulli.
- Adam Thomas (stagione 2), interpretato da Jason Gray-Stanford, doppiato da Oreste Baldini.
- Alec Adams (stagioni 3-4), interpretato da Ed Quinn, doppiato da Carlo Scipioni.
- Vivian (stagione 3), interpretata da Sonja Bennett, doppiata da Barbara De Bortoli.
- Luca (stagione 3), interpretato da Noam Jenkins, doppiato da Fabrizio Vidale.
- Ellis (stagione 3), interpretato da Kavan Smith, doppiato da Alessandro Quarta.
- Niko (stagione 3), interpretata da Emmanuelle Vaugier, doppiata da Laura Romano.
- Wilson Corvo (stagioni 3-4), interpretato da Jarod Joseph, doppiato da Nanni Baldini.
- Blair Patterson (stagione 3), interpretato da Brian J. White, doppiato da Simone D'Andrea.
- Libby Whitehead (stagione 3), interpretata da Samantha Ferris, doppiato da Claudia Razzi.
- David Hudson (stagione 3), interpretato da Corey Sevier, doppiato da David Chevalier.
- Adam (stagione 4), interpretato da David Sutcliffe, doppiato da Alessandro Quarta.
- Robert (stagione 4), interpretato da Jerry O'Connell, doppiato da Roberto Chevalier.
- Sofia (stagione 4), interpretata da Hilty Bowen, doppiata da Valentina Favazza

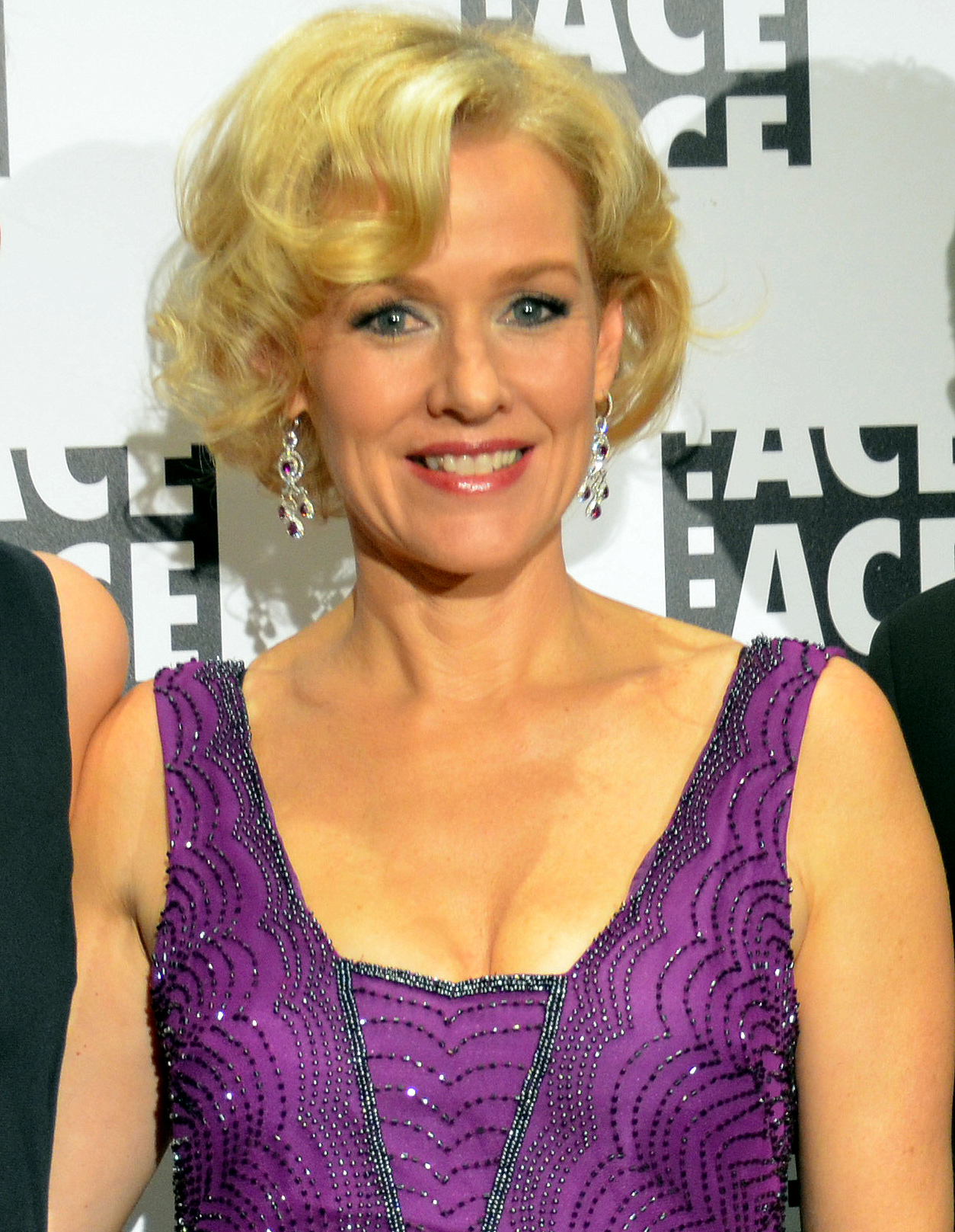
Penelope Ann Miller interpreta Elizabeth Grey.
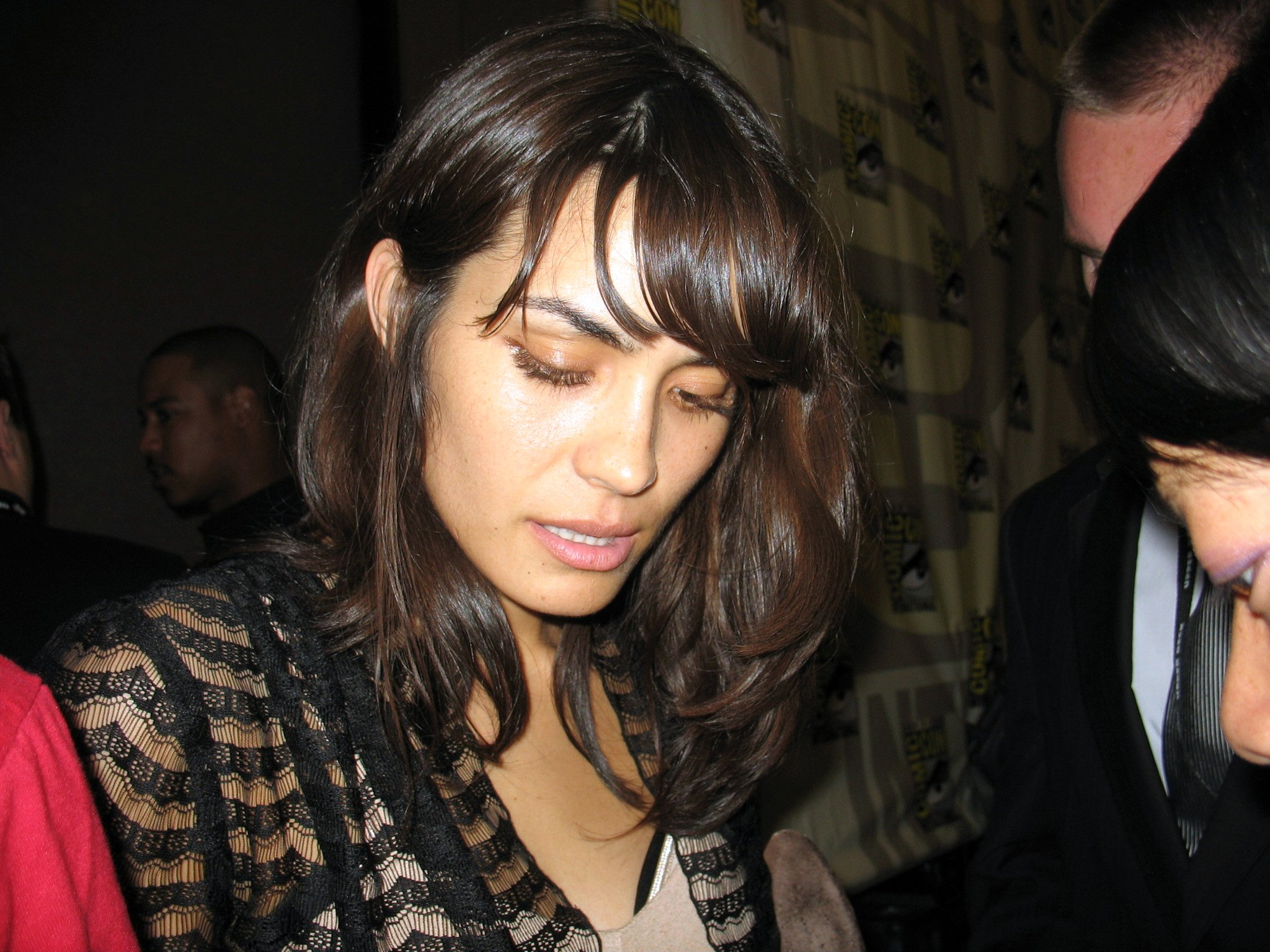
Shannyn Sossamon interpreta Alex.
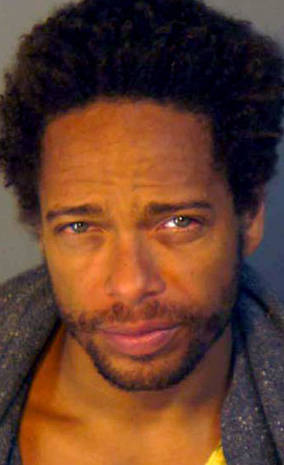
Gary Dourdan interpreta Anthony Newsome.
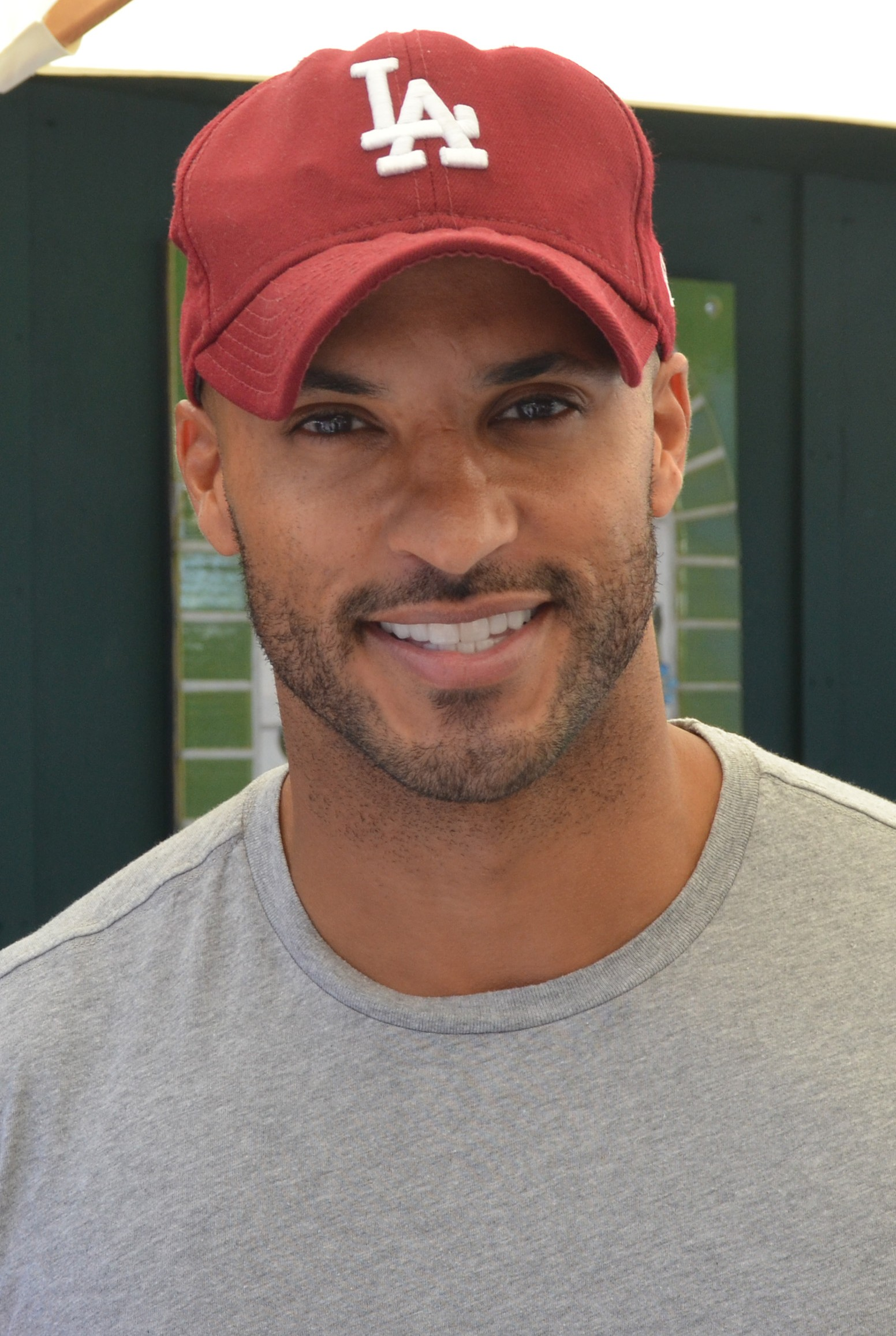
Ricky Whittle interpreta Daniel Zamora.
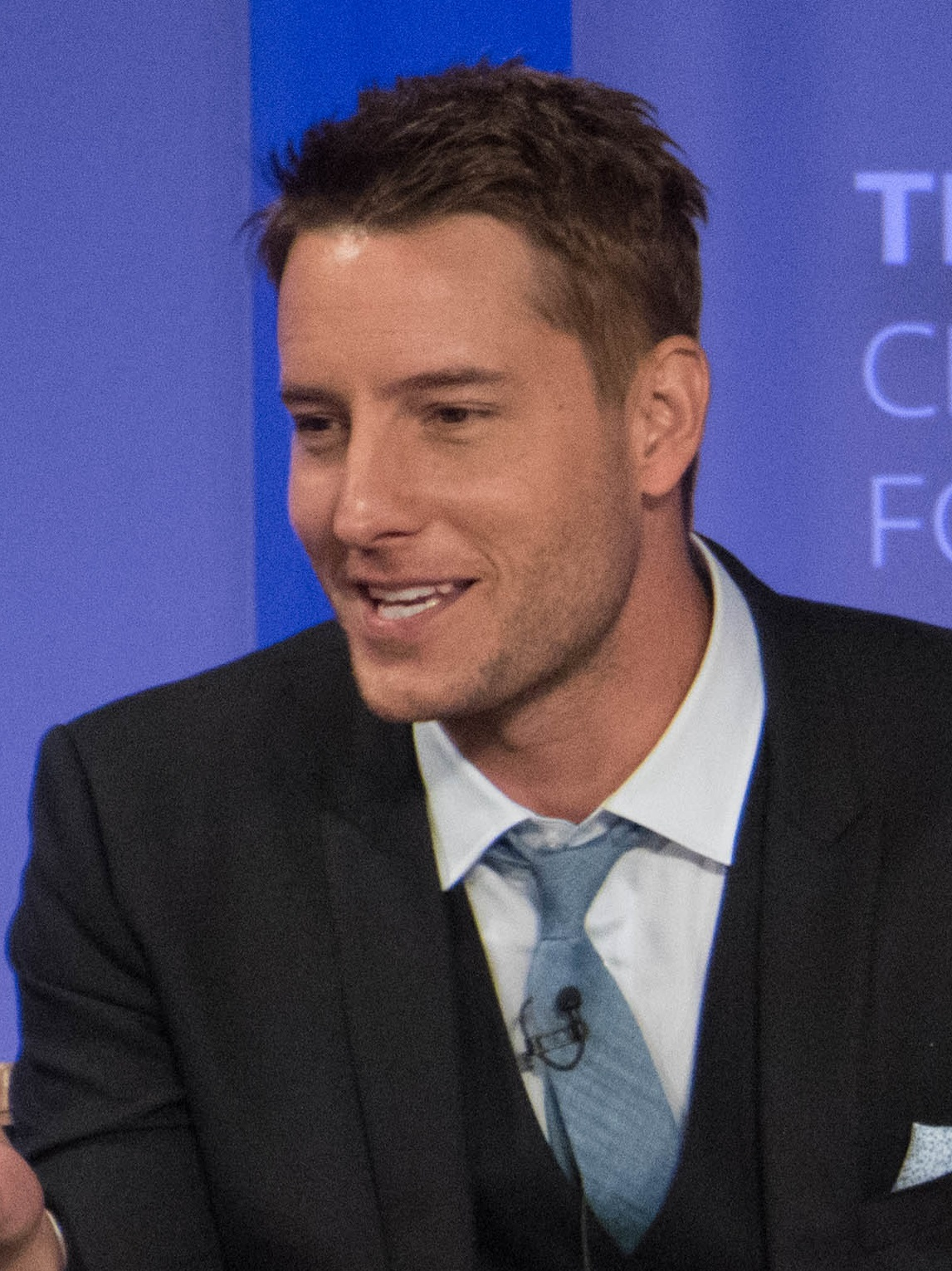
Justin Hartley interpreta Scott Trosman.
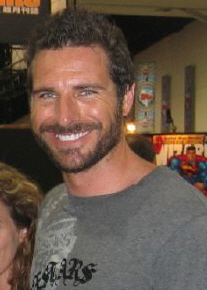
Ed Quinn interpreta Alec Adams
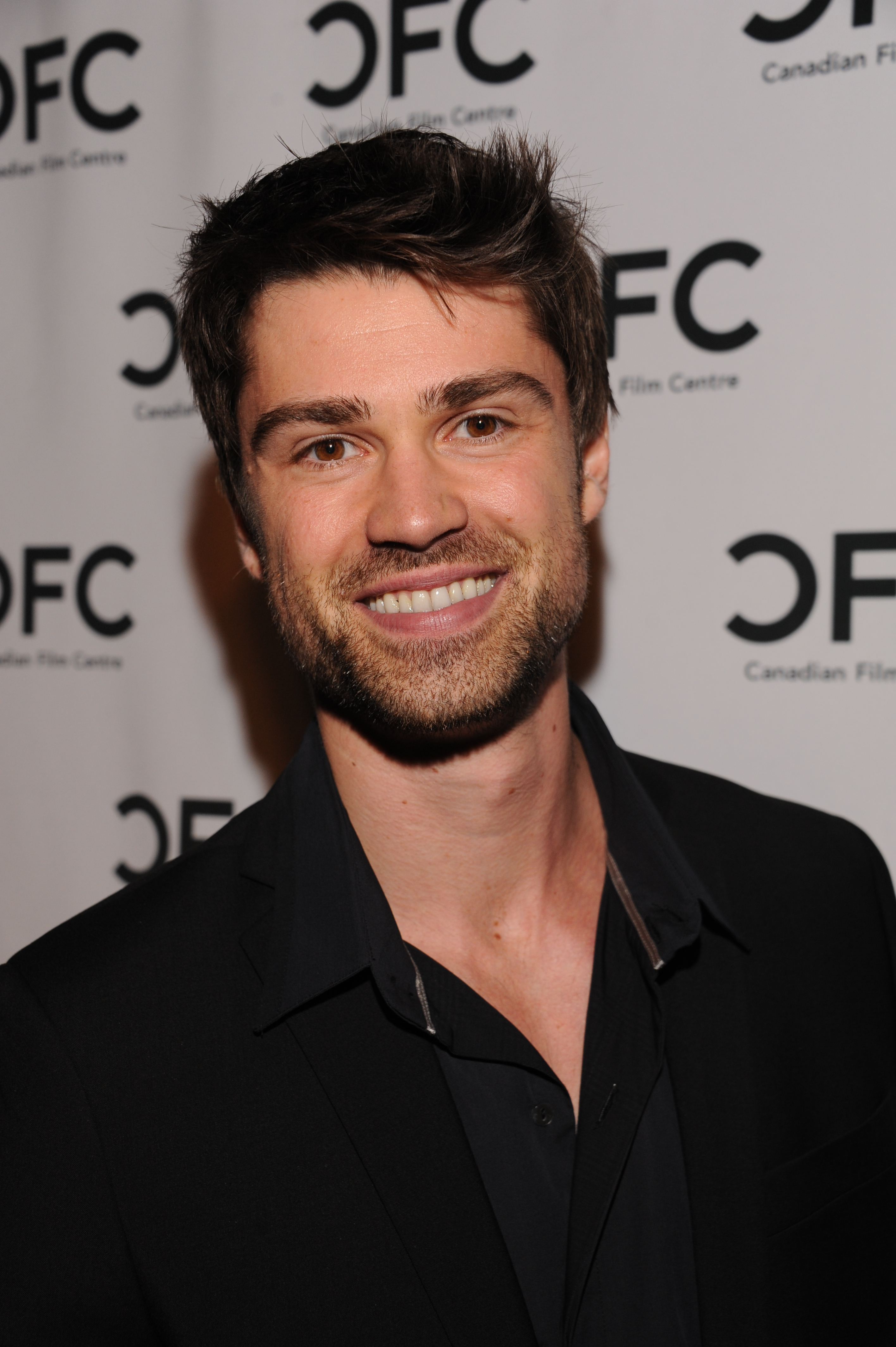
Corey Sevier interpreta David Hundson

## Produzione
Nel febbraio 2012, ABC diede il via libera alla produzione di Mistresses, ordinando direttamente un'intera prima stagione, la cui messa in onda venne programmata per l'estate dell'anno seguente Si tratta del secondo tentativo da parte di un network statunitense di realizzare un remake della serie britannica Amanti. Prima di ABC, già nel 2008 la rete via cavo Lifetime aveva infatti avviato lo sviluppo di un omonimo potenziale remake della serie britannica; il progetto, che vedeva nel cast anche la presenza di Rochelle Aytes, interprete di April Malloy nel remake della ABC, si fermò tuttavia dopo la produzione del pilot.
La serie viene rinnovata nel 2013 per una seconda stagione, andata in onda dal 2014.
La serie è stata rinnovata per una terza stagione.
Il 25 settembre 2015, viene rinnovata per la quarta stagione, composta da 13 episodi come tutte le altre. Jennifer Esposito lascia la serie dopo una sola stagione.
Il 9 settembre 2016 la serie viene cancellata dopo quattro stagioni.

## Premi e riconoscimenti
| Premi | Premi                            | Premi                                 | Premi     | Premi                   |
| Anno  | Premio                           | Categoria                             | Risultato | Note                    |
| ----- | -------------------------------- | ------------------------------------- | --------- | ----------------------- |
| 2013  | Seoul International Drama Awards | Genere drammatico estero più popolare | Vinto     | Accettato da Yunjin Kim |